# Sigillet
Sigillet är en lundensisk karnevalsfilm från 2006 med manus av lundaspexarna (med mera) Hugo Carlsson och Johan Rünow samt i regi av den sistnämnde.

## Handling
Sigillet är en parodi på konspirationsteorifilmer à la Da Vinci-koden. David, en lundastudent, kommer en märklig hemlighet inom universitetet på spåren och försvinner spårlöst. Hans tre kamrater tar upp sökandet efter honom och knäcker sig allt närmre gåtans lösning genom att bland annat tyda dolda tecken på olika statyer i Lund. Samtidigt gör universitetsledningen allt för att stoppa dem genom ett gäng lejda hejdukar från Johan Henrik Thomanders studenthem ("gossarna").

## Om filmen
De flesta rollerna i filmen spelas av lundastudenter, men traditionsenligt förekommer även ett antal gästspel av kändare aktörer. Magnus Härenstam gör en relativt stor roll som universitetets rektor och Sven Wollter en mindre dito som polis. Bland mer lokala celebriteter som figurerar i biroller märks historieprofessorn Dick Harrison, kommunalrådet Lennart Prytz (som dörrvakt) och den då verklige rektorn vid Lunds universitet, Göran Bexell.
Den lundensiske karnevalslegenden Folke "Spuling" Lindh medverkar i Sigillet för andra gången "postumt" i en karnevalsfilm, denna gång i form av en klädhängare utformad som en docka av hans paradroll, pantlånaren Manasse Isaskar ur spexet Uarda.
Generellt är Sigillet rik på referenser till tidigare karnevalsfilmer. En snapsvisesjungande kvartett studentsångare från filmen Vaktmästaren och professorn dyker till exempel upp igen, nu dock runt trettio år äldre.
Filmen hade galapremiär på biografen Kino i Lund den 21 april 2006. Under själva Lundakarnevalen 2006 (19-21 maj) visades den på Palaestra et Odeum. Den har även sålts på DVD.

## Recensioner
Sigillet fick genomgående goda recensioner efter premiären, såväl av Sydsvenska Dagbladet (som valde att anmäla den bland sina ordinarie filmrecensioner och inte på lokalsidorna) som av Lundagård. Sydsvenskan skrev bland annat:
Årets upplaga är den tekniskt mest slipade hittills. Rapp klippning, ambitiöst kameraarbete och professionell ljussättning gör filmen närmast till en reklamspot för vad man kan åstadkomma med lite fantasi och högupplösningsvideoteknik. Ovanpå det en rad stilgrepp fyndigt inlånade från både amerikanska och svenska thrillers under det senaste decenniet. [- - -] Kort sagt: den mest sevärda karnevalsfilmen på länge.

## Rollista (i urval)
- Paula Helander - Johanna
- Filip Orrling - Anders
- Johan Stenfeldt - Sixten
- Magnus Härenstam - Rector Magnificus
- Olof Gustafsson - lektor Gösta Olsson
- Erik Sillén - ledare för "gossarna"
- Fredrik Tersmeden - sig själv, arkivarie
- Pär Thored - David
- Sven Wollter - Vete von Vanderen, polis
- Anders Liedbergius - Olof Bagger
- Dick Harrison - munk
- Andreas Svensson - Frank Pettersson, "gosse"
- Johan Rünow - Otto Filipsson
- Hugo Carlsson - bibliotekarie
- Göran Bexell - Göran Edvall, studentsångare
- Stig Persson - Carl Montan, studentsångare
- Carlhåkan Larsén - studentsångare
- Christian Godden - Christian Goddén
- Eva Lindqvist - Hildur Sandberg
- Karin Olsson - Maud, institutionssekreterare
- Malena Persson - reporter
- Lennart Prytz - dörrvakt
- Henrik Svenbrant - Petrus Artedi
- S Ola Thulin - universitetsstyrelseledamot
- Olof Jarlman - universitetsstyrelseledamot
- Thomas Axel-Nilsson - universitetsstyrelseledamot
- Bertil Peterson - universitetsstyrelseledamot
- Mattias Lundgren - universitetsstyrelseledamot
- Åke Hägerdal - universitetsstyrelseledamot
- Karin Dahlgren - universitetsstyrelseledamot
- Stisse Johnsson - universitetsstyrelseledamot
- Josefina Johansson - balgäst